# Cuarteto Borodín
El Cuarteto Borodín es un cuarteto de cuerda que fue fundado en 1945 en la Unión Soviética. Es uno de cuartetos de cuerda más duraderos del mundo, habiendo alcanzado su temporada de 70.º aniversario en 2015.

## Características
El cuarteto fue uno de los más conocidos en occidente de la Unión Soviética durante la era de la Guerra Fría, a través de sus conciertos en los Estados Unidos y en Europa y a través de distribución de sus discos.
El cuarteto tuvo una relación cercana con el compositor Dmitri Shostakovich, quién personalmente les consultó sobre cada uno de sus cuartetos. También actuaron con el pianista Sviatoslav Richter en muchas ocasiones. Han grabado todos los cuartetos de cuerda de Shostakovich así como todos los cuartetos de Beethoven. Sus muchos registros incluyen trabajos de diversos compositores en los sellos Melodiya, Teldec, Virgin Records y Chandos.[cita requerida]
El sonido original del Borodin estaba caracterizado por un volumen casi sinfónico y una capacidad altamente desarrollada de fraseo, manteniendo la cohesión de grupo. A pesar de que ha tenido muchos cambios en el personal, todos los  miembros del cuarteto han sido licenciados del Conservatorio de Moscú.

## Historia
El cuarteto fue formado como el Cuarteto del Conservatorio de Moscú con Mstislav Rostropovich en el violochelo, Rostislav Dubinsky y Nina Barshai en el primer y segundo violines y Rudolf Barshai en la viola, todos miembros de una clase de Mijaíl Terian, el viola del Komitas Quartet. Rostropovich se retiró después de unas cuantas semanas a favor de Valentin Berlinsky.
El cuarteto conoció a Shostakovich en 1946 y se hizo intérprete de sus composiciones. En dos temporadas alcanzaron un gran reconocimiento por sus interpretaciones de todos los cuartetos de Shostakovich (finalmente compuso 15 cuartetos) en las salas de concierto alrededor del mundo.
Siendo uno de los grupos más importantes durante la era Comunista, el cuarteto actuó en los funerales de Iósif Stalin y Serguéi Prokófiev, quienes murieron en el mismo día de 1953.
En 1955 el cuarteto fue rebautizado en honor de Alexander Borodin, uno de los fundadores de música de cámara rusa.
En la era soviética sus compromisos de concierto y su repertorio estuvieron dirigidos por la organización de conciertos estatal Gosconcert sobre la base de obtener los ingresos máximos.
Después de 20 años con la misma línea de primer nivel, los tiempos difíciles llegaron en los 70: Dubinsky desertó al oeste y el segundo violinista, Yaroslav Alexandrov, se retira debido a salud. Hechas las sustituciones correspondientes, Berlinsky insistió en que el conjunto estuviera dos años fuera de la atención pública hasta conseguir que el sonido del Borodin hubiera sido plenamente recreado.
En su libro de 1989, Aplauso Tormentoso, Dubinsky sugirió desarmonía, luchas de poder y traición a las autoridades de Berlinsky, quién admitió ser miembro del Partido Comunista. Berlinsky, por su parte, rechazó el libro como “lleno de verdades a medias”. Sea como fuere, el récord de Berlinsky de tocar 62 años en uno de los cuartetos de cuerda más renombrados del mundo es una consecución singular, posiblemente única en la historia del género.
Dubinsky formó el Borodín Trío en 1976.

## Componentes

### Actuales
- Ruben Aharonian (primer violín, 1996- )
- Sergey Lomovsky (segundo violín, 2011- )
- Igor Naidin (viola, 1996- )
- Vladimir Balshin (violonchelo, 2007- )

### Pasados
- Rostislav Dubinsky (primer violín, 1945-1976)
- Mijaíl Kopelman (primo violín, 1976-1996)
- Vladímir Rabei (segundo violín, 1945-1947)
- Nina Barshái (segundo violín, 1947-1953)
- Yaroslav Aleksándrov (segundo violín, 1953-1974)
- Andréi Abraménkov (segundo violín, 1974-2011)
- Rudolf Barshái (viola, 1945-1953)
- Dmitri Shebalín (viola, 1953-1996)
- Mstislav Rostropóvich (violonchelo, 1945)
- Valentín Berlinsky (violonchelo, 1945-2007)

## Discografía
- Samuel Barber: Cuarteto op. 11
- Ludwig van Beethoven: Streichquartette n.º 1–16, Große Fuge
- Alexander Borodín: Cuartetos n.º 1–2
- Johannes Brahms: Streichquartette n.º 1–3, Klavierquartette n.º 1–3, Klarinettenquintett op. 115
- Claude Debussy: Cuarteto op. 10
- Antonín Dvořák: Quinteto de piano op. 5 und op. 81
- Joseph Haydn: Die sieben letzten Worte unseres Erlösers am Kreuze; Streichquartette op. 33, 1–6, „Russische Quartette“
- Paul Hindemith: Streichquartett n.º 3
- Wolfgang Amadeus Mozart: Streichquartett n.º 15; Klarinettenquintett KV 581
- Boris Parsadanian: Cuarteto (1974)
- Serguéi Prokófiev: Cuarteto n.º 2
- Maurice Ravel: Cuarteto
- Alfred Schnittke: Streichquartett n.º 1
- Arnold Schönberg: Streichquartett n.º 2
- Franz Schubert: Streichquartett n.º 14
- Robert Schumann: Klavierquintett op. 44
- Wissarion Schebalin: Cuartetos n.º 5 y 9
- Dmitri Shostakóvich: Cuartetos n.º 1–15, Quinteto de piano op. 57, Trío n.º 2
- Ígor Stravinski: 3 Stücke für Streichquartett (1914)
- Piotr Chaikovski: Cuartetos n.º 1–3, Sexteto op. 70 Souvenir de Florencia.
- Mieczyslaw Weinberg: Quinteto de piano op. 18, Cuarteto n.º 8